# DGA Techniques terrestres
La DGA Techniques terrestres (ETBS pour Établissement d'expérimentation technique de Bourges jusqu'à fin 2009) est un centre militaire d'expertise et d'essais de la direction générale de l'Armement (la DGA). Il a été créé le 30 décembre 1871.
Il teste des armes militaires sur un terrain au sud-est de Bourges dans le département du Cher, situé en face de Nexter, sur un champ de tir du polygone, dédié au combat aéroterrestre et à l'artillerie navale (armes, munitions, blindages et protections) au même titre que le polygone de tir de Gâvres dans le Morbihan, le GERBAM (Groupe d'études et de recherches en balistiques, armes et munitions) dont la fermeture a lieu le 1er janvier 2010.
Il est implanté sur deux sites qui représentent 10 000 hectares sur le polygone de tir de Bourges long de 30 kilomètres et large de 4 à 6 kilomètres.
Ce centre emploie environ 800 personnes avec une très grande majorité de civils et une quarantaine de militaires.
En 2004, ce centre a été certifié dans le domaine environnemental : norme ISO 14001.
Un détachement commissariat du groupement de soutien de la base de défense de Bourges - Avord (GSBdD-BGA) est chargé d'assurer le soutien de l'homme (SH) du personnel présent sur site dans le domaine du transport uniquement, les autres domaines SH ayant été externalisés.
A l'issue d'un investissement de 12 millions d'euros sont livrés en 2013 des locaux techniques complémentaires accueillant un département Sciences de l’homme et protection (SHP), dédié à l'ergonomie physique et cognitive, un département robotique (robots et mini-drones) et un département vétronique (intégration des systèmes de bord des plateformes terrestres). Une salle de 600 m² abrite un simulateur baptisé SISPEO, visant à mettre en situation des militaires en interface hommes/machines.